# کورنلیو یون
کورنلیو یون (انگلیسی: Corneliu Ion؛ زادهٔ ۲۷ ژوئن ۱۹۵۱) تیرانداز اهل رومانی بود.
وی در مسابقات کشوری و بین‌المللی در مجموع برندهٔ ۱ مدال طلا، ۳ مدال نقره، ۱ مدال برنز شده‌است.